# Wish You Were Here (Pink Floyd-låt)
Wish You Were Here är en sång från 1975 skriven av David Gilmour och Roger Waters och framförd av Pink Floyd på albumet Wish You Were Here. Sången är en hyllning till den förre bandmedlemmen Syd Barrett, som hade fått lämna bandet 1968 på grund av mentala problem till följd av drogmissbruk. Den spelades in på Abbey Road Studios.
Sången inleds med en övergång från den föregående sången på albumet, Have a Cigar. Ljudet har processats genom equalizer och blandats med brus för att låta som att det kommer från en AM-radio. Detta följs av en sökning på radion som tar upp en kort sektion med radioteater och en kort stycke klassisk musik (Pjotr Tjajkovskijs fjärde symfoni i f-moll). Radion är i själva verket David Gilmours bilstereo. Sedan börjar låten med en akustisk tolvsträngad gitarr (Gilmour), och strax följer elbas (Waters), trummor (Mason) och synth (Richard Wright), samtidigt som Gilmour börjar sjunga den första versen. Wright spelar även piano i sången. I slutet av sången kommer ett susande ljud in och dränker till slut musiken. Samtidigt spelar Stephane Grappelli violin. Hans bidrag är dock mycket svårt att uppfatta, och han står inte med i musikerlistan på skivomslaget, men han fick 300 pund för besväret. 2011 gavs en remixad version av WYWH ut, den heter Wish You Were Here - Experience Edition och på denna dubbel-cd finns en version där Stephane Grappellis violin framträder väldigt tydligt.
Waters hade skrivit stora delar av texten redan innan den tonsattes, vilket var ovanligt för bandet. När Waters hörde Gilmour spela på en melodi han arbetade på började de två samarbeta med att tonsätta och skriva klart sången.
Wish You Were Here kom på 316:e plats på Rolling Stones topplista The 500 Greatest Songs of All Time. Den är en populär coverlåt som har spelats in eller framförts live av många band och artister, bland andra Dream Theater, The Flaming Lips, Pearl Jam, Velvet Revolver, Wyclef Jean och Europe.